# 和田七奈江
和田 七奈江（わだ ななえ、7e wada）は、日本のコンポーザーピアニスト。
LOVERSION TOKYO株式会社 代表取締役社長。また、2017年からは上野のLOVERSION 音楽サロンのオーナーとして親しまれている。

## プロフィール
千葉県出身。4歳よりピアノを始め、和洋国府台女子高等学校卒業後18歳で渡米。
シカゴ芸術大学シカゴ音楽院を卒業後、主にピアノでオリジナル曲を弾くコンポーザーピアニストとして活動。
2012年10月より、LOVERSION TOKYO 株式会社の代表取締役社長として音楽関連の業務全般にも携わっている。
2016年、上野に1戸建の洋館を新築し音楽サロン『LOVERSION』を開設。

## 主なCD、コンサート
- 2008年、オリジナル楽曲を収録したファーストCDアルバム「Loversion」をリリース。
- 2009年、サントリーホールでファーストCDアルバムの発売記念リサイタルを開催。
- 2010年、オリジナル楽曲を収録したセカンドCDアルバム「Loversion II さよならショパン」を日本クラウンよりリリース。
- 2010年、サントリーホールでセカンドCDアルバムの発売記念リサイタルを開催。

以後、主に日本で演奏活動、制作活動をしている。

## 音楽番組
和田七奈江のピアノ楽曲は、NHKで多数、放送されている。また、スカパーTV「安らぎの音楽と風景／エコミュージックTV」で、レギュラー放送されていた。

## 社会活動
2010年より、全国のピアニスト、または音楽家を対象にスカパーTV「安らぎの音楽と風景／エコミュージックTV　
LOVERSION TOKYOピアノオーディション」をはじめとしたオーディション・コンクールを開催。